# Georges Paulmier
Georges Paulmier (Frépillon, 24 de septiembre de 1882-Châteaudun, 30 de diciembre de 1965) fue un ciclista francés que corrió en los años previos a la Primera Guerra Mundial. Sus mayores éxitos serían dos etapas al Tour de Francia, el 1908 y el 1910.

## Palmarés
- 1908
  - Vencedor de una etapa al Tour de Francia
- 1910
  - Vencedor de una etapa al Tour de Francia

### Resultados al Tour de Francia
- 1908. 6º de la clasificación general y vencedor de una etapa
- 1910. 12º de la clasificación general y vencedor de una etapa
- 1911. 16º de la clasificación general